# Імунофарбування

Конфокальна мікрофотографія олігодендроцитів, пофарбованих антитілами Rip (зелений колір), у головному мозку дорослих мишей. Ядра клітин пофарбовані Hoechst-33342 (синій колір)

Імунофарбування або імунозабарвлення — набір заснованих на використанні антитіл біохімічних методів, ціллю яких є селективна візуалізація певних макромолекул, найчастіше білків. Сточатку термін імунофарбування (англ. immunostaining) посилався на імуногістохімічне фарбування зрізів тканин, яке було вперше описане Альбертом Кунсом в 1941 році. Зараз імонофарбування включає багато методів, що використовуються в гістології, клітинній і молекулярній біології, що використовуються для візуалізації макромолекул як в цілих тканинах або клітинах, так і розідених за допомогою хроматографічних методів.